# Tornaco
Tornaco (piemontiul: Tòrgan vagy Tòrnach) település Olaszországban, Piemont régióban, Novara megyében. Lakosainak száma 858 fő (2023. január 1.). Tornaco Borgolavezzaro, Cassolnovo, Gravellona Lomellina, Terdobbiate, Vespolate és Cilavegna községekkel határos.

## Népesség
A település lakossága az elmúlt években az alábbi módon változott:
| Lakosok száma | 923  | 933  | 858  |
|               | 2017 | 2018 | 2023 |